# Speedball 2: Brutal Deluxe
Speedball 2: Brutal Deluxe è un videogioco sportivo sviluppato dalla The Bitmap Brothers e pubblicato dalla Image Works nel 1990 per Amiga e Atari ST e successivamente uscito anche per molti altri computer e console. Rappresenta uno sport di squadra violento e futuristico. Speedball 2 è un classico, spesso ricordato tra i migliori videogiochi sportivi della storia.
Il videogioco è il seguito di Speedball ed ebbe diversi successori, il primo dei quali fu Speedball 2100 (PlayStation, 2000). I titoli successivi della serie sono remake di Speedball 2: Speedball 2: Tournament (Windows, 2007), Speedball 2: Evolution (Android, iOS, PlayStation 3, PSP, 2011) e Speedball 2 HD (Windows, 2013), dei quali Evolution fu un buon successo. Inoltre un rifacimento fedele di Brutal Deluxe uscì su Xbox Live Arcade nel 2007.

## Trama
Il gioco inizia con la fine del primo Speedball. La lega di Speedball (fondata nel 2095) per via della corruzione e della violenza viene chiusa. L'organizzazione precipita nel caos e il gioco si trasferisce nel sottosuolo, ma dopo cinque anni per via di un rinato interesse del pubblico la lega viene rifondata. Il gioco inizia nel 2105 e il nuovo team Brutal Deluxe inizia a imporsi.

## Modalità di gioco
Come il precedente Speedball, si tratta di uno sport immaginario, misto di hockey su ghiaccio e football americano, con due squadre di giocatori corazzati che devono segnare gol lanciando una palla metallica con le mani e possono contrastare gli avversari con la forza bruta. Due giocatori possono partecipare in competizione. Il campo, orientato in verticale, è mostrato con visuale dall'alto a scorrimento. Mentre nel primo titolo lo scorrimento era solo verticale, in questo è anche orizzontale, in quanto il campo è più largo dello schermo.
In Speedball 2 i giocatori per squadra diventano nove (a differenza dei cinque del predecessore) e vengono aggiunti dei bersagli fissi lungo il campo da colpire con la palla in modo da ottenere punti bonus, moltiplicatori di punteggio, o effetti speciali sulla palla.
Si controlla l'atleta più vicino alla palla; quando si è in possesso la si può lanciare nelle otto direzioni, più o meno in alto e con effetto. Per intercettare la palla si può saltare, fare scivolate e placcare l'avversario. Il placcaggio, sempre possibile contro qualunque giocatore anche non in possesso della palla, consiste in assalti che possono buttare a terra il perdente e ridurre la sua energia. Sopra le teste dei giocatori compaiono icone informative che evidenziano se sono attualmente sotto controllo e, quando hanno la palla, indicano con una lettera il loro ruolo tattico (ala, difensore, centrocampista, attaccante, portiere).
Sul campo possono apparire anche molti tipi di power-up da raccogliere per potenziare i giocatori, ostacolare gli avversari o aumentare i fondi monetari della squadra.
Ad ogni gol segnato si guadagnano 10 punti, ma questi possono essere aumentati a 15 o a 20 a seconda dei moltiplicatori attivabili durante l'incontro; inoltre si guadagna lo stesso punteggio se si infortuna un giocatore della squadra avversaria, portandone l'energia a zero. Il giocatore infortunato, portato via da infermieri-robot, viene sostituito da una delle tre riserve a disposizione della squadra: esauriti questi, il giocatore continua la partita nonostante l'infortunio. Sono disponibili diverse modalità: knockout (amichevole), cup (coppa), league (campionato), practice (pratica), 2 player (incontri multigiocatore), demo. Ogni incontro dura 180 secondi in due tempi.
Speedball 2 ha anche una componente manageriale. I propri atleti hanno ciascuno otto caratteristiche di abilità, rappresentate da altrettante parti dell'armatura. Spendendo denaro si possono potenziare una o tutte le caratteristiche per uno o più atleti, inoltre è possibile la compravendita di giocatori.

## Colonna sonora
La colonna sonora dell'introduzione, almeno nelle versioni più fedeli all'originale, è un arrangiamento del brano Brutal Deluxe dei Nation 12, gruppo collaborazione tra John Foxx e Tim Simenon. L'adattamento per computer è di Richard Joseph, che curò anche gli effetti sonori; in particolare, tra i rumori della folla dello stadio, divenne famosa nel campo videoludico la frase "gelati, gelati" ("ice cream, ice cream") gridata da un venditore.

## Sviluppo
Secondo Mike Montgomery, cofondatore della The Bitmap Brothers, Speedball 2 pur mantenendo le basi del predecessore fu completamente riscritto, con una squadra di sviluppo modificata. Il programmatore principale, Robert Trevellyan, era al suo primo lavoro effettivamente pubblicato.
La piattaforma primaria di sviluppo fu l'Atari ST, meno potente dell'Amiga, perché il progetto era di realizzare un buon prodotto per ST e poi migliorarlo ulteriormente nella versione Amiga.
Si cercò di migliorare gli aspetti limitati del primo Speedball, in particolare il nuovo campo a scorrimento anche orizzontale e nel complesso circa tre volte più grande permise di giocare con molta più libertà e tattica, specialmente a centrocampo.
Nell'originale Atari ST si optò per uno sfondo del campo graficamente molto semplice, formato da pannelli quadrati; ciò permise di concentrarsi su altre caratteristiche aggiuntive. Lo sfondo fu migliorato nella successiva conversione Amiga, così come i colori che passarono da 16 a 32. 
La quantità di memoria a disposizione degli sviluppatori rimase la stessa del primo Speedball, perché si volle poter commercializzare il gioco anche per macchine con specifiche minime, ciononostante le ottimizzazioni permisero grossi miglioramenti e il frame rate aumentò molto.
La grafica originale fu affidata a Dan Malone, ex fumettista che lavorò anche a molti altri titoli della Bitmap Brothers, e secondo Montgomery ottenne un risultato eccellente con Speedball 2.. Il sonoro fu affidato a Richard Joseph.
La copertina della confezione è stata disegnata da Glenn Fabry.

## Accoglienza
Speedball 2 è uno dei videogiochi dei Bitmap Brothers che ha ottenuto maggior successo di critica. Divenne un gioco di culto, acclamato dal pubblico e dalla stampa.
La versione Amiga, recensita dall'edizione inglese di Zzap!64, ha ricevuto un voto di 96%, mentre su CU Amiga e Computer and Video Games ha ricevuto 95%. La versione Commodore 64, recensita sul numero 60 dell'edizione italiana di Zzap!, ha ricevuto 90%. Su The Games Machine, le versioni Amiga e Atari ST hanno ricevuto rispettivamente 94% e 93%, e 899/1000 su K. La versione Mega Drive ottenne ben 98% da Game Power, che gli dedicò una copertina.
La versione Game Boy Advance, uscita oltre dieci anni dopo, quando l'originale era già considerato un grande classico del passato, ottenne un 9/10 da Advance Magazine e 7/10 da Evolution.
Speedball 2 vinse il premio Golden Joystick per la miglior colonna sonora su sistemi a 16 bit dell'anno.